# Nationalenzyklopädie
Als National- und Kulturenzyklopädie bezeichnet man eine Enzyklopädie, die versucht, das gesamte bekannte Wissen zu einer Nation oder einer Kultur darzustellen.
Typische Vertreter sind:
- Bolschaja Russkaja Enziklopedia (Bol'schaja sowjetskaja enciklopedija, BSE);
  - 1. Ausgabe, Bolsaja Sovetskaja Enciklopedija, hrsg. von der Aktionärsgesellschaft Sowjetische Enzyklopädie, ab 1930 Staatlicher Enzyklopädieverlag Sowjetische Enzyklopädie, später Staatliches Institut Sowjetische Enzyklopädie, 65 Bände, Moskau 1926–1947;
  - 2. Ausgabe, auf Weisung des Ministerrats 1949 veranlasst: Bolsaja Sovetskaja Enciklopedija, hrsg. v. d. Staatlichen Akademie Moskau, 50 Bände plus ein Ergänzungsband, Moskau 1949–1958; 2 Reg.-Bde 1960.

- The Canadian Encyclopedia (publiziert ab 1985 von Mel Hurtig, englisch- und französischsprachig, seit 2006 gratis im Internet abrufbar)

- Encyclopaedia Judaica (publiziert ab 1971, englischsprachig; Jerusalem: Keter; New York: Macmillan), geht zurück auf die deutsche Encyclopaedia Judaica (Berlin: Eschkol 1928–1934; nur partiell erschienen, Bände A-Lyra)

- Illustrated Australian Encyclopaedia (publiziert ab 1925 von Arthur Wilberforce Jose und Herbert James Carter)

- Schweizer Lexikon in 7 Bänden, hrsg. ab 1945 von Gustav Keckeis